# Loniu
Le loniu (ou ndroku) est une des langues des îles de l'Amirauté, parlée par 460 locuteurs en  province de Manus, dans les villages de Lolak et de Loniu ainsi que sur Los Negros (côte sud). Elle est proche du bipi.